# Florística (arte)

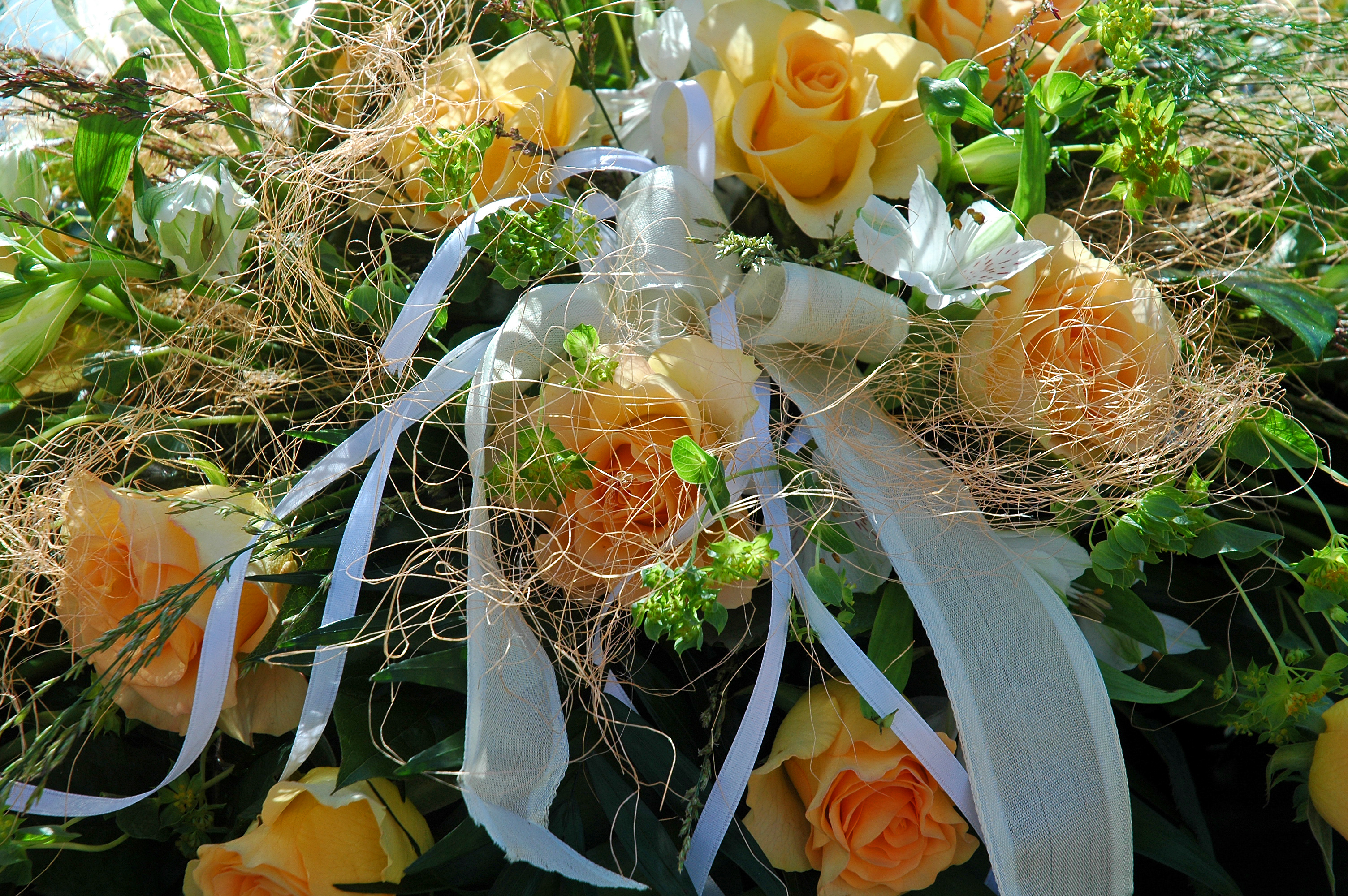
Flores arranjadas para um casamento.

Florística é a arte de executar composições de  flores , folhagens e plantas , para todas as ocasiões da nossa vida bem como para assinalar datas importantes e efemérides .

## Floristas notáveis
- Constantino José Marques de Sampaio e Melo (1802-1873)